# EKOenergy
EKOenergy (o EKOenergia) è un eco-etichetta internazionale no-profit per l’energia rinnovabile (elettricità, gas, calore e freddo rinnovabili), supportata da un network di organizzazioni ambientaliste, che ha sede ad Helsinki. È un'iniziativa dell` Associazione Finlandese per la Conservazione della Natura (Suomen luonnonsuojeluliitto). Questo marchio promuove la diffusione dell'uso di fonti di energia rinnovabile e la protezione del clima e dell'ambiente a livello internazionale.
EKOenergy è nata nel 2013 in Europa. Oggi l'energia con il marchio EKOenergy è disponibile in tutto il mondo. Nel 2022, il marchio è stato usato in più di 75 Paesi. I suoi materiali sono disponibili in più di 20 lingue.

## Obiettivi
EKOenergy ha lo scopo di:
- stimolare lo sviluppo dell'elettricità proveniente da fonti rinnovabili;
- contribuire alla protezione della biodiversità, degli habitat e degli ecosistemi;
- fornire ai consumatori informazioni sull'elettricità che stanno acquistando e sull'impatto ambientale del loro acquisto;
- unire l'impegno di migliaia di individui, associazioni e aziende che condividono la stessa ambizione, coinvolgendoli in un importante progetto;
- favorire il dialogo tra i vari portatori di interessi presenti sul mercato energetico: produttori di energia, ONG, organizzazioni ambientaliste, associazioni di consumatori e autorità politiche.[7]

## Introduzione

### Storia
Insieme alla svedese Bra Miljöval, la Finnish Norppaenergia fu la prima etichetta per l'elettricità al mondo. Finnish Norppaenergia fu creata nel 1998 dalla Finnish Association for Nature Conservation (Associazione Finlandese per la Conservazione della Natura), la più grande ONG ambientalista finlandese.
Nel maggio del 2010 AFCN (Associazione Finlandese per la Conservazione della Natura) annunciò l'intenzione di creare un'etichetta internazionale per l'elettricità. In breve tempo, Bellona Russia, l'Estonian Nature Fund (Fondo per la Natura Estone), il Latvian Fund for Nature (Fondo per la Natura Lettone), Ecoserveis, l'associazione spagnola AccioNatura, e l'associazione italiana REEF si unirono al progetto. RECS International fornì il suo supporto nelle fasi iniziali del processo. Dopo alcune consultazioni pubbliche, il 23 febbraio 2013 il Consiglio di EKOenergy approvò il documento ufficiale "EKOenergy-Coalizione e Marchio".

### Governance
L'amministrazione consiste in tre organi: Consiglio, Comitato Tecnico e Collegio Arbitrale. Ogni membro della coalizione seleziona un rappresentante per il Consiglio. Gli uffici di EKOenergy sono ospitati dalla Associazione Finlandese per la Conservazione della Natura (Suomen luonnonsuojeluliitto). Oltre allo staff, all'interno del segretariato lavorano volontari dei Corpi di Solidarietà Europei e stagisti.

### Premi e riconoscimenti
- Premio del cittadino europeo 2020, assegnato dal Parlamento europeo nel 2021.[11]
- Menzionato come buona pratica SDG (Sustainable Development Goal) dal Dipartimento degli Affari Economici e Sociali delle Nazioni Unite nel 2020.[6]
- Nomination al Nordic Council Environment Award 2019.[12]
- Premi UE per l'energia sostenibile, nomination nella categoria Giovani leader dell'energia.[13]
- Menzionato come un buon modo per creare un impatto aggiuntivo in varie pubblicazioni del CDP[5] e della RE100.[14]

## Eco-etichetta

### Criteri
EKOenergy è l'unica etichetta per l'elettricità proveniente da fonte rinnovabile e sostenibile. I criteri di EKOenergy sono approvati e aggiornati secondo le regole del Codice di definizione degli standard ISEAL. Tutti i testi dei criteri sono disponibili pubblicamente sul sito web di EKOenergy.
I requisiti includono i seguenti aspetti:
- Tracciabilità affidabile e prevenzione del doppio conteggio.[4][15]
- Sostenibilità: EKOenergy tiene conto dell'impatto della produzione di elettricità sui servizi ecosistemici, sugli habitat e sulla biodiversità delle specie.[16]
- Impatto aggiuntivo: I consumatori di EKOenergy contribuiscono alla promozione aggiuntiva delle energie rinnovabili in vari modi. Per ogni MWh venduto, 0,10 € vanno al Fondo per il Clima di EKOenergy. Queste risorse vengono utilizzate per finanziare progetti di energia rinnovabile nei Paesi in via di sviluppo.[6][17] I consumatori pagano anche 0,08 € per MWh per sostenere il lavoro di EKOenergy per promuovere l'energia rinnovabile in tutto il mondo e creare campagne per l'energia rinnovabile.[18] Il lavoro di EKOenergy per promuovere l'energia rinnovabile è riconosciuto come un Energy Compact nell'ambito del Programma delle Nazioni Unite per l'Energia.[19]
- Audit e verifiche.

### Logo
Il logo di EKOenergy raffigura una spina verde che spunta da una pianta affiancata da due foglie. Il logo può essere usato solo dai venditori autorizzati, quando vendono energia con marchio EKOenergy, e dai consumatori di energia con marchio EKOenergy. Le condizioni sono spiegate nel libro dei marchi di EKOenergy.
Il logo può essere presente sui prodotti realizzati con elettricità/energia a marchio EKOenergy.

### Nel mondo
Tra i più noti consumatori di elettricità etichettata EKOenergy figurano aziende quali Microsoft, il produttore tedesco di vetro SCHOTT, SAP e Pampers.

### In Italia
La fornitura di energia elettrica a marchio EKOenergy è disponibile sul mercato italiano attraverso diverse aziende fornitrici di elettricità, tra cui Gruppo Hera e ForGreen. Un elenco aggiornato dei rivenditori autorizzati è disponibile sul sito di EKOenergy, nella sezione "come acquistare energia a marchio EKOenergy".
In Italia, il marchio EKOenergy è adottato da diverse aziende per garantire l'origine sostenibile dell'energia utilizzata. Tra gli esempi più eminenti figura Iliad, che ha scelto EKOenergy per validare la sostenibilità ambientale del proprio impianto fotovoltaico. Il marchio ha contribuito a garantire che l’installazione rispetti criteri aggiuntivi in termini di tutela della biodiversità e minimizzazione dell’impatto sull’ambiente e sulla fauna locale.

## Risultati

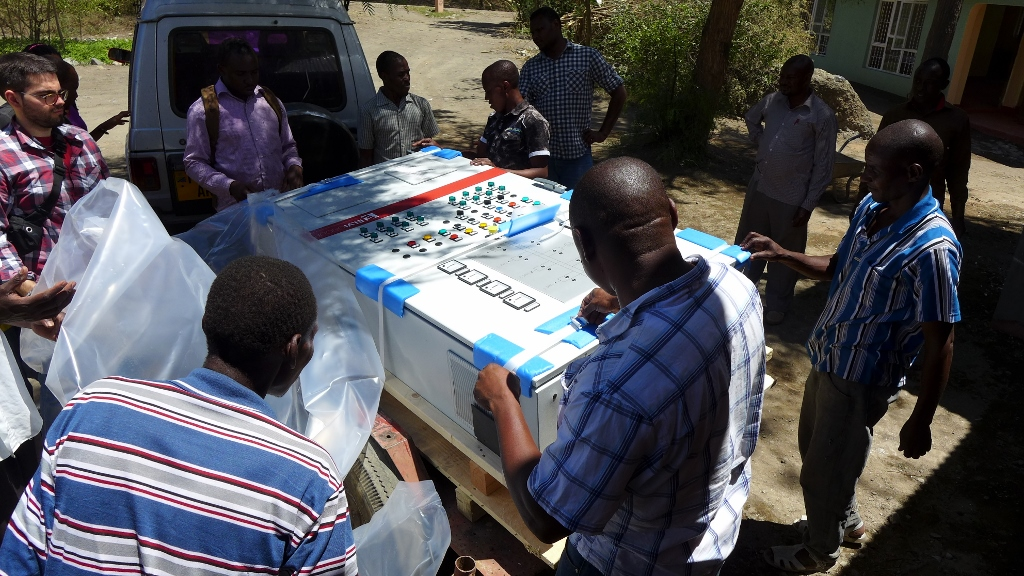
Installazione di pannelli solari in Tanzania

Per ogni acquisto di elettricità certificata EKOenergy, parte del suo prezzo viene versato al Fondo per il Clima. Nel caso in cui l'elettricità provenga da impianti idroelettrici, viene versato un contributo anche al Fondo per l'Ambiente.

### Fondo per il Clima
Per ogni MWh di EKOenergy venduto, un contributo di 0,10 € va al Fondo per il Clima di EKOenergy. Questo denaro è utilizzato per finanziare progetti di energia rinnovabile che non sarebbero stati realizzati senza i contributi. Questi progetti sono gestiti da organizzazioni esperte. Tutti i progetti sono selezionati in un processo aperto, con venditori, acquirenti ed esperti indipendenti attivamente coinvolti.
Esempi di progetti finanziati sono:
- Energia solare per villaggi off-grid in Pakistan[28]
- Energia solare per una postazione sanitaria in Nepal[29]
- Macchine da cucire a energia solare per 40 sarte in Camerun.[30]

### Fondo per l'Ambiente

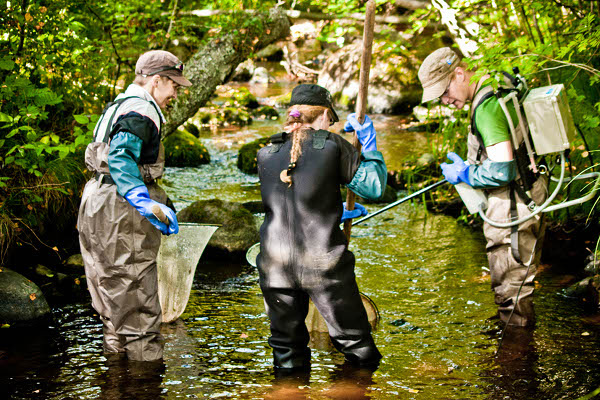
Volontari al lavoro durante un progetto di riqualificazione fluviale

Il Fondo per l'Ambiente finanzia progetti di riqualificazione fluviale, con l'obbiettivo di ridurre l'impatto ambientale negativo associato alla produzione idroelettrica. Ogni volta che l'energia idroelettrica è venduta con il marchio EKOenergy, 0,10 €/MWh vanno al Fondo per l'ambiente, per finanziare progetti di ripristino fluviale. Esempi di progetti finanziati in precedenza:
- Ripristino del fiume Murronjoki (Finlandia)[31]
- Ripristino del fiume Norina (Lettonia)[32]

## In altri standard

### LEED
La versione europea dello standard LEED raccomanda esplicitamente di usare elettricità certificata EKOenergy. Gli edifici candidati alla certificazione LEED, infatti, possono ottenere punti extra se utilizzano EKOenergy. Il testo LEED 2009 BD+C Supplemental Reference Guide with Alternative Compliance Paths for Europe attribuisce a EKOenergy lo stesso valore che Gree-e ha negli Stati Uniti. A pagina 82 del documento, LEED afferma che “EKOenergy è l'equivalente europeo del programma Green-e per l'elettricità. EKOenergy è una rete di ONG ambientaliste che promuovono il consumo e la produzione di energia rinnovabile. La certificazione EKOenergy rappresenta la migliore opzione disponibile in Europa per un consumo di energia sostenibile ed equo. I criteri su cui si basa la certificazione vanno ben oltre le disposizioni dai governi nazionali e dalle Direttive europee."

### Greenhouse Gas Protocol
Il Greenhouse Gas Protocol è uno standard internazionale per il calcolo delle emissioni di gas serra, o carbon accounting, prodotto della collaborazione tra il World Resources Institute e il World Business Council for Sustainable Development. Nel gennaio 2015 il Greenhouse Gas Protocol ha pubblicato Scope 2 Guidance, una guida su come contabilizzare le emissioni derivanti dall'acquisto di elettricità (“how to account for the carbon emissions of purchased electricity?”). La Guida fa riferimento a EKOenergy diverse volte; il capitolo 11 richiama il Fondo per il Clima di EKOenergy, invitando le società a fare qualcosa in più rispetto al semplice acquisto di energia verde.

### CDP
A pagine 15 e 16 delle note tecniche per il calcolo delle emissioni scope 2 (come ad esempio le emissioni derivanti dalla produzione dell'elettricità acquistata), CDP spiega come le aziende possano fare di più rispetto al solo acquisto di energia verde: “Le ecolabel sono un modo attraverso cui le aziende possono aumentare l'impatto dei loro acquisti. L'ecolabel EKOenergy, citata all'interno della guida Scope 2 del GHG protocol, è una garanzia di qualità per quanto riguarda la tracciabilità e la sostenibilità dell'energia elettrica. L'elettricità certificata come EKOenergy infatti non solo è rinnovabile, ma soddisfa anche ulteriori criteri di sostenibilità. Inoltre, parte del prezzo pagato per l'energia viene investito per progetti riguardanti le energie rinnovabili.“

### Nordic Ecolabel
Il Nordic swan copre 59 gruppi di prodotti, tra cui più di 200 tipi.
Diversi criteri assegnano punti extra per l'utilizzo di elettricità con marchio EKOenergy, come i criteri per le aziende di stampa e gli stampati e i criteri per i servizi di ristorazione e le strutture per conferenze.

### Report ONU 2024
Il marchio EKOenergy è menzionato nel "Global Sustainable Development Report" delle Nazioni Unite, dove viene sottolineata l'importanza di strumenti concreti, come le certificazioni ambientali, per garantire che l'espansione delle energie rinnovabili avvenga senza compromettere gli ecosistemi naturali o esacerbare le disuguaglianze sociali.
Il lavoro di EKOenergy è considerato in linea con gli standard internazionali per la sostenibilità, contribuendo in particolare al raggiungimento dei target relativi all'energia pulita e accessibile (SDG 7) e all'azione per il clima (SDG 13).